# زيتون (قرية)
زيتون هي قرية مغربية شمال المملكة. تنتمي زيتون لعمالة تطوان الساحلي. تضم هذه القرية 8.486 نسمة (إحصاء 2004).